# Garanou
Garanou település Franciaországban, Ariège megyében. Lakosainak száma 146 fő (2022. január 1.). Garanou Lassur, Lordat, Luzenac, Urs és Vernaux községekkel határos.

## Népesség
A település népességének változása:
| Lakosok száma | 262  | 246  | 188  | 158  | 168  | 167  | 159  | 153  | 147  | 146  |
|               | 1968 | 1982 | 1999 | 2006 | 2011 | 2015 | 2017 | 2018 | 2020 | 2022 |